# Julius Zupitza
Julius Zupitza (4. ledna 1844, Kerpen – 6. července 1895, Berlín) byl německý anglista a zakladatel anglické filologie v Německu.

## Životopis
Byl synem majora Andrease Zupitzy a jeho ženy Adelheidy, rozené Albrechtové.
Od roku 1869 vyučoval germanistiku ve Vratislavi a v roce 1872 byl jmenován profesorem severoněmeckých jazyků na vídeňské univerzitě. 21. dubna 1876 se stal řádným profesorem anglické filologie na Humboldtově univerzitě v Berlíně. Zupitzovi bylo 30 let, když byly poprvé vydány jeho cvičebnice angličtiny. Dva roky po jeho smrti byly vydány již popáté. Od roku 1889 byl viceprezidentem Shakespearovské společnosti a v roce 1893 obdržel čestný doktorát na cambridgeské univerzitě.